# 法隆寺駅
法隆寺駅（ほうりゅうじえき）は、奈良県生駒郡斑鳩町興留九丁目にある、西日本旅客鉄道（JR西日本）関西本線の駅である。駅番号はJR-Q32。「大和路線」の愛称区間に含まれている。
斑鳩町の代表駅であり、世界遺産の1つである法隆寺の玄関にあたる駅である。

## 歴史
- 1890年（明治23年）12月27日：大阪鉄道 (初代)が奈良駅 - 王寺駅間を開業した際に、同線の駅（一般駅）として設置[2]。
- 1900年（明治33年）6月6日：大阪鉄道の路線を関西鉄道が承継、同社の駅となる。
- 1907年（明治40年）10月1日：関西鉄道が国有化[2]。官営鉄道の駅となる。
- 1909年（明治42年）10月12日：線路名称制定により、関西本線所属となる[3]。
- 1961年（昭和36年）2月1日：貨物の営業が廃止され、旅客駅となる[2]。
- 1984年（昭和59年）10月20日：荷物扱い廃止[2]。
- 1987年（昭和62年）4月1日：国鉄分割民営化に伴い、西日本旅客鉄道（JR西日本）の駅となる[2]。
- 1988年（昭和63年）3月13日：路線愛称の制定により、「大和路線」の愛称を使用開始。
- 1998年（平成10年）7月25日：自動改札機を設置し、供用開始[4]。
- 2003年（平成15年）11月1日：ICカード「ICOCA」の利用が可能となる[5]。
- 2007年（平成19年）3月10日：橋上駅舎が完成[6]。記念式典開催[6]。
- 2009年（平成21年）10月4日：大阪環状・大和路線運行管理システム導入。
- 2018年（平成30年）3月17日：駅ナンバリングが導入され、使用を開始。
- 2020年（令和2年）
  - 2月29日：この日をもってみどりの窓口が営業を終了[7]。
  - 3月1日：みどりの券売機プラスの利用を開始[7]。
- 2023年（令和5年）10月：特急まほろばの停車駅となる（翌年3月まで）[8]。
- 2024年（令和6年）3月16日：ダイヤ改正に伴い、新設される通勤特急「らくラクやまと」の停車駅となる[9]。
- 2025年（令和7年）3月16日：ダイヤ改正に伴い、定期化された特急「まほろば」の停車駅となる。

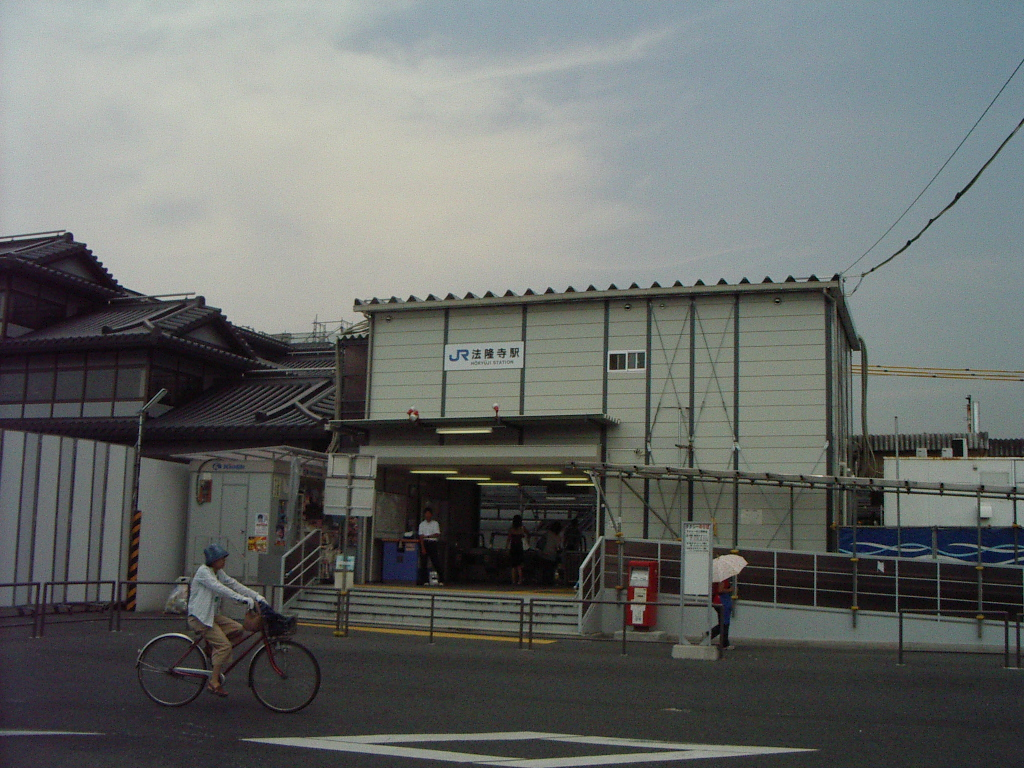
仮駅舎（2006年8月）

## 駅構造

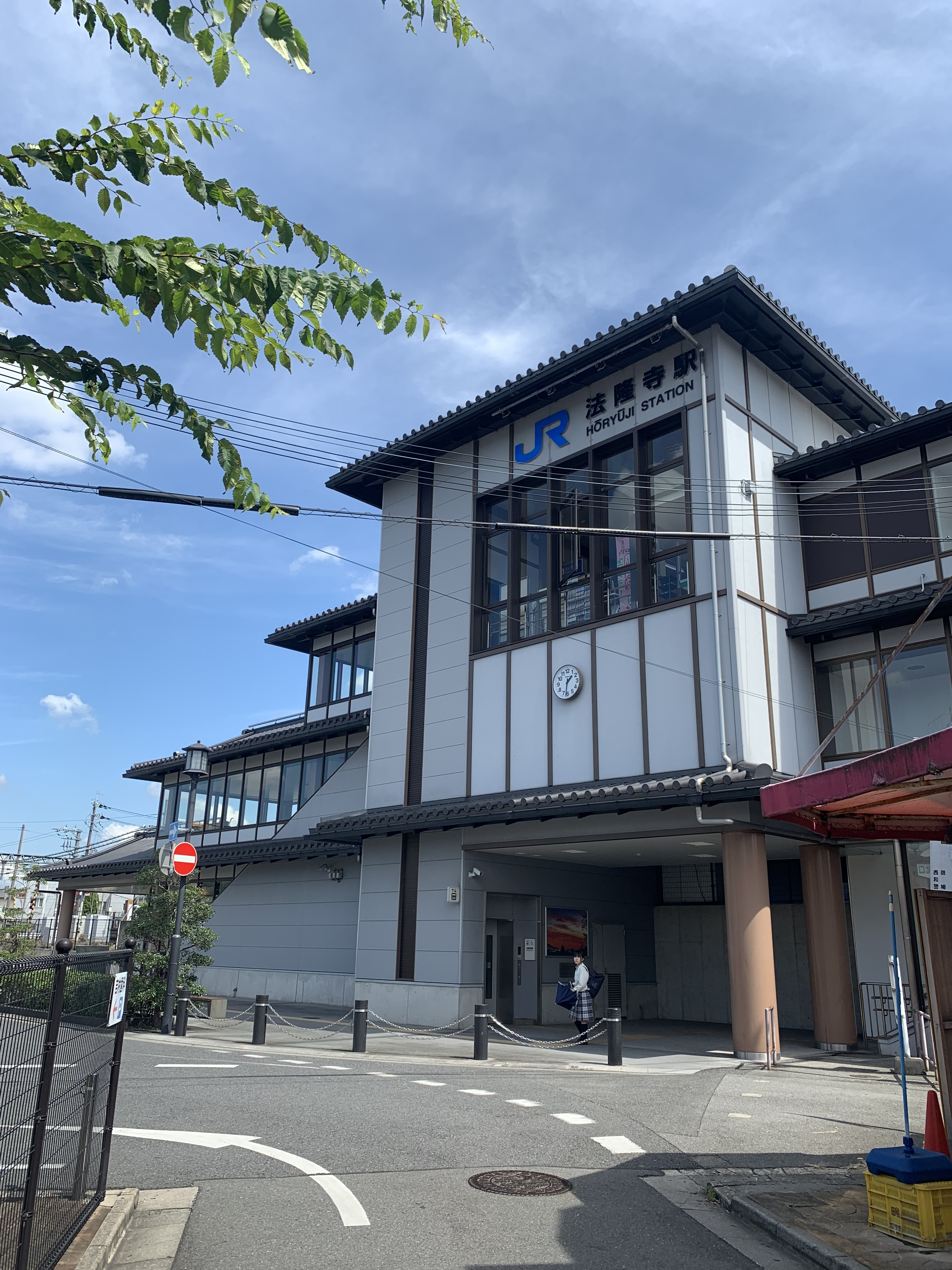
北口（2019年8月）

相対式ホーム2面2線を持つ地上駅で、分岐器や絶対信号機がない停留所に分類される。出入り口は南北2箇所。改札口は1箇所。
2007年（平成19年）3月10日に橋上駅舎化され、エスカレーター・エレベーターが設置された。橋上駅舎化以前は単式・島式の複合型2面3線（上りホームが島式）で、改札口が上下線ホームそれぞれに設置されており、改札内では跨線橋で結ばれていたが、工事が始まったことにより2番のりばを待避線から本線として整備し直し、その後に3番のりばを撤去した。似たような駅改修の例としては、紀勢本線（きのくに線）紀三井寺駅が挙げられる。
王寺駅が管理している直営駅である。ICカード乗車券「ICOCA」が利用することができる（相互利用可能ICカードはICOCAの項を参照）。

### のりば
| のりば | 路線     | 方向 | 行先                     |
| ------ | -------- | ---- | ------------------------ |
| 1      | 大和路線 | 下り | 天王寺・JR難波・大阪方面 |
| 2      | 大和路線 | 上り | 奈良・木津・加茂方面     |

- 上表の路線名は旅客案内上の名称（愛称）で表記している。

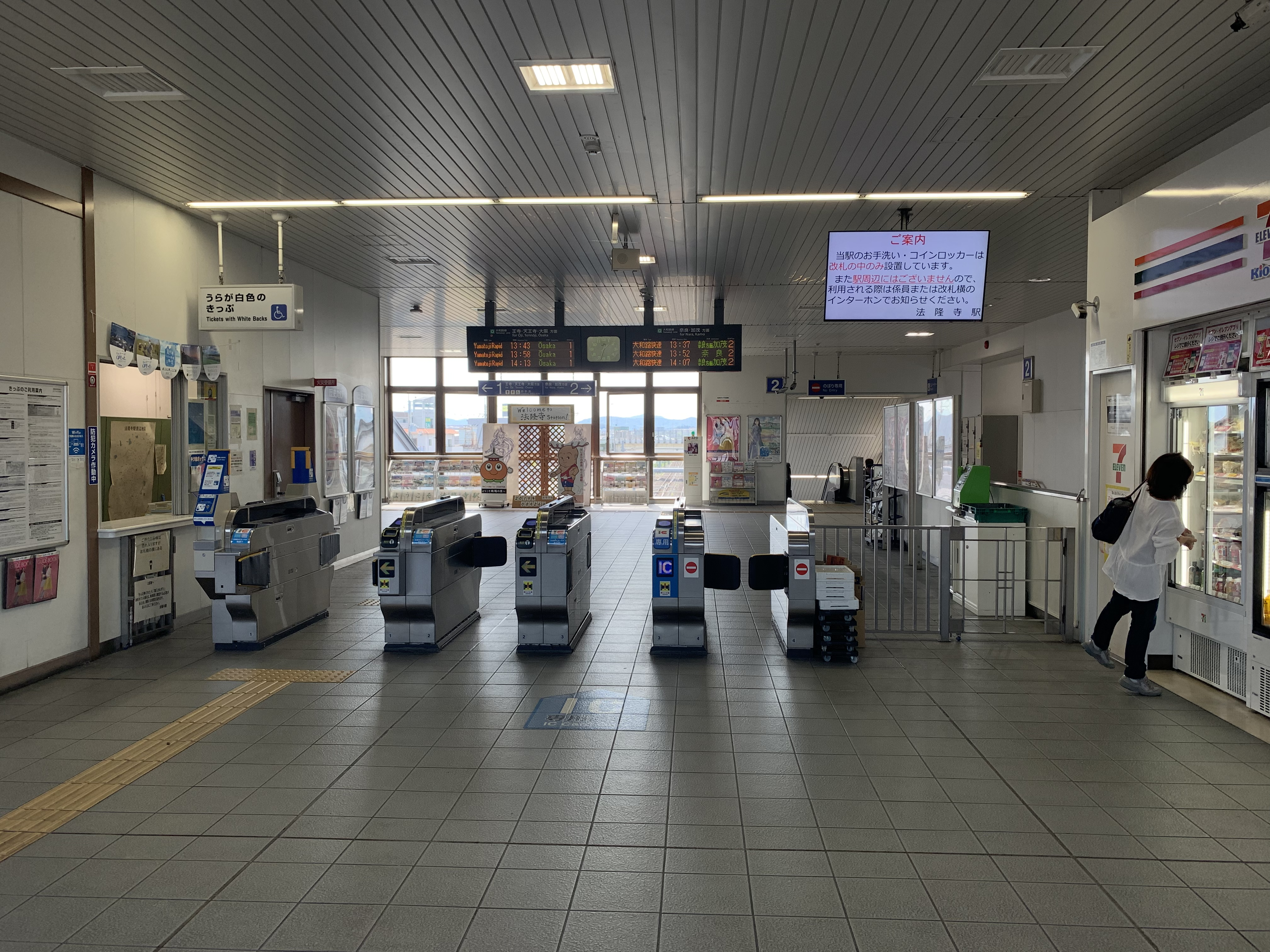
改札口（2019年8月）
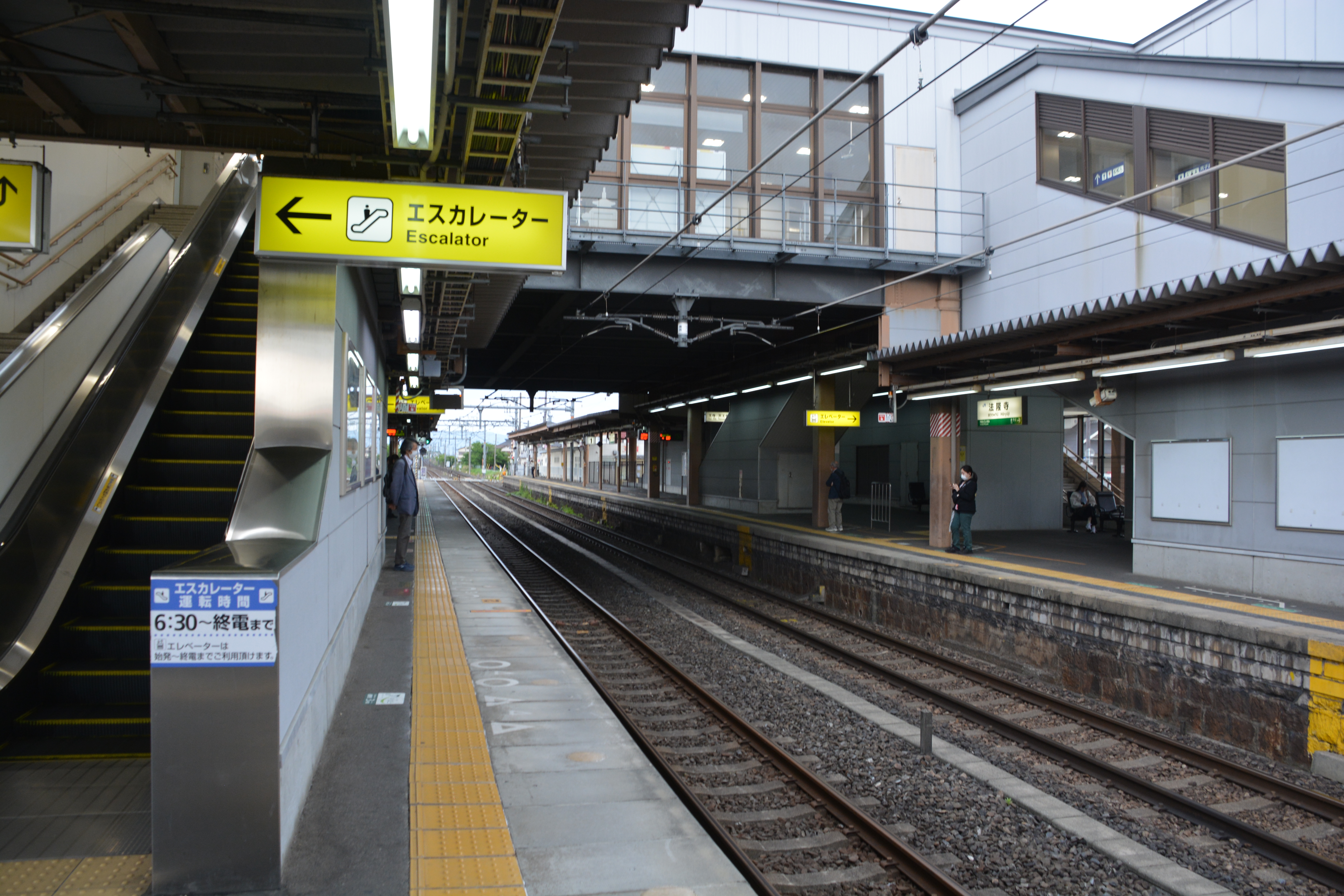
ホーム（2025年5月）

## 利用状況
2023年度の1日平均乗降人員は13,048人である。
各年度の1日平均乗車人員は以下の通りである。
| 年度   | 1日平均 乗車人員 |
| ------ | ---------------- |
| 1997年 | 10,447           |
| 1998年 | 10,337           |
| 1999年 | 9,969            |
| 2000年 | 9,756            |
| 2001年 | 9,506            |
| 2002年 | 9,122            |
| 2003年 | 8,802            |
| 2004年 | 8,542            |
| 2005年 | 8,475            |
| 2006年 | 8,475            |
| 2007年 | 8,424            |
| 2008年 | 8,365            |
| 2009年 | 8,075            |
| 2010年 | 7,944            |
| 2011年 | 7,672            |
| 2012年 | 7,536            |
| 2013年 | 7,496            |
| 2014年 | 7,209            |
| 2015年 | 7,265            |
| 2016年 | 7,251            |
| 2017年 | 7,167            |
| 2018年 | 7,074            |
| 2019年 | 7,048            |
| 2020年 | 5,558            |

## 駅周辺
- 法隆寺
- 富雄川
- 大和川
- 斑鳩町役場
- 斑鳩町立図書館
- 斑鳩町文化振興センター（いかるがホール）
- 斑鳩町立斑鳩南中学校
- 安堵町役場
- 奈良県立法隆寺国際高等学校
- 法隆寺自動車教習所
- 富本憲吉記念館
- 日本郵便斑鳩興留郵便局
- 奈良中央信用金庫 法隆寺支店
- 国道25号
- 法隆寺インターチェンジ - 西名阪自動車道
- 近畿日本鉄道 佐味田川駅（田原本線）

## バス路線
「法隆寺駅」停留所にて、奈良交通、安堵町コミュニティバス、斑鳩町コミュニティバスの路線が発着する。
1のりば
- 奈良交通
  - 66・67・76：かしの木台一丁目
  - 70：住江織物
- 安堵町コミュニティバス
  - 中通り・南回り：平端駅

2のりば
- 奈良交通
  - 72号系統：法隆寺参道
  - 81号系統：小泉駅 ※土曜・休日に1便のみ
- 斑鳩町コミュニティバス ※各コース1日2便のみ
  - Aコース・Bコース：斑鳩町役場

## その他
- 当駅は、やまとじライナーの停車駅でもあった。2010年は臨時特急まほろば号も停車していた。2019年に運行が開始されたまほろば号は、2023年の春季までは通過していたが、2023年の秋季は、法隆寺の世界遺産登録30周年にあわせて停車する予定。

## 隣の駅
西日本旅客鉄道（JR西日本）
 大和路線（関西本線） 
- 特急「まほろば」停車駅（おおさか東線経由）
- 通勤特急「らくラクやまと」停車駅（大阪環状線経由）

■大和路快速・■直通快速・■快速・■区間快速・■普通
大和小泉駅 (JR-Q33) - 法隆寺駅 (JR-Q32) - 王寺駅 (JR-Q31)